# Casa-fàbrica Amat-Llopis

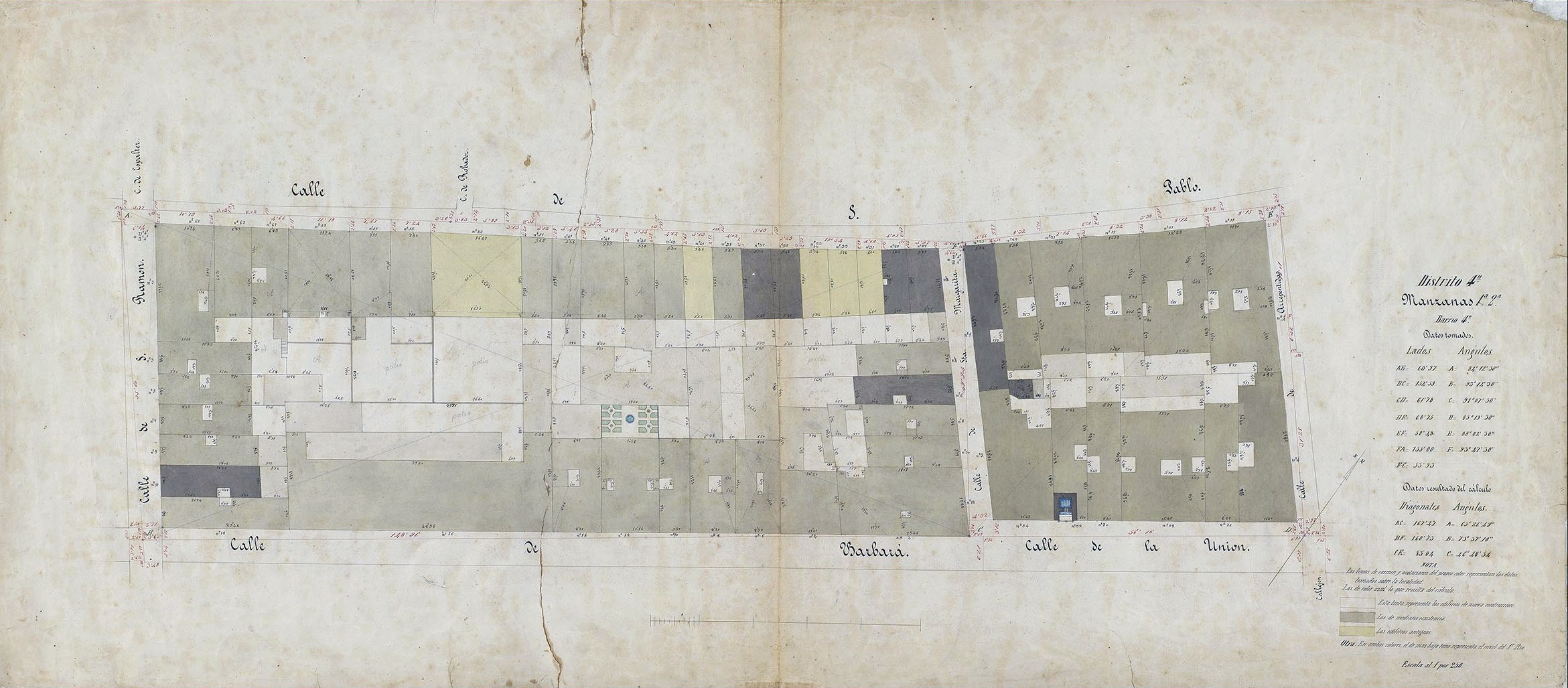
Quarteró núm. 92 de Garriga i Roca (c. 1860)

La casa-fàbrica Amat-Llopis era un conjunt d'edificis situat al carrer del Marquès de Barberà, 14-16 del Raval de Barcelona, avui desaparegut.

## Història

### Fàbrica d'indianes de Jaume Amat
El 1759, el mestre de cases Llorenç Claret va fer construir dues cases al carrer de Sant Pau (actuals núms. 55 i 57), en una parcel·la procedent de l'hort de Josep Galceran de Pinós, marquès de Barberà. La propietat va ser heretada per la seva filla Rosa, i posteriorment pels seus nets Melcior (núm. 55) i Caterina Rovira i Claret (núm. 57), casada amb el botiguer de teles Jaume Amat i Pont. El 1792, els cònjuges Amat-Rovira van adquirir en emfiteusi a Josep Esteve Galceran de Pinós i Sureda de Santmartí, marquès de Barberà, uns terrenys amb front al carrer que duu el seu nom, on van fer construir una fàbrica de teixits de cotó i indianes. Segons les cartes de pagament de les obres, que duraren des del juny del 1792 fins al març del 1794, hi intervingueren l'arquitecte i mestre de cases Ignasi March i el fuster Narcís Presas, i el mestre de cases Jaume Calvet s'encarregà del clavegueram i de l'empedrat del carrer. El 1797, Amat va constituir amb Isidre Mayner i altres socis, entre els quals hi havia Antoni Bonaventura Gassó, la societat Amat, Mayner i Cia, sota l'advocació de la Verge de Montserrat i amb un capital de 68.000 lliures barcelonines. El 1802, Mayner va deixar la companyia, que a partir d'aleshores es diria Amat i Cia. Aquell mateix any, i amb motiu de la visita dels reis Carles IV i Maria Lluïsa de Borbó-Parma a Barcelona, Amat va convocar un concurs per al disseny de 12 models de mocadors commemoratius.

### Casa-fàbrica Llopis
El 1795, Jaume Amat i Caterina Rovira vengueren la fàbrica a carta de gràcia al comerciant Josep Francesc Mornau i Prats, comissari de guerra honorari dels Reials Exèrcits i marit de Josepa d'Amat i Miquel, neboda de Jaume Amat. El 1821, Josepa d'Amat va demanar permís per a obrir-hi un portal tapiat, segons el projecte del mestre de cases Joan Vila. El 1826, Mornau va demanar permís per a reobrir-ne nou finestres i transformar una altra en balcó, d'acord amb el projecte del mateix autor. El 1828, el seu fill Joaquim Mornau i d'Amat va acordar amb la vídua Caterina Rovira la venda perpètua de la fàbrica a canvi de la cessió d'un terreny al redós de la seva casa i l'assumpció d'un censal que la gravava, i el 1829, la va vendre per 14.000 lliures a Josep Antoni Llopis i Ribera, tinent coronel retirat i capità del Regiment d'Infanteria de Bailén (usufructuari), i la seva esposa Rita Ameller, propietària de la casa veïna del núm. 14, on es situaria el despatx.
El 1830, Llopis va demanar permís per a aixecar-hi un segon pis, d'acord amb el projecte del mestre de cases Jaume Millàs, i el 1838 va demanar permís per a aixecar-hi un tercer pis i un petit entresolat, segons el projecte de l'arquitecte Josep Casademunt. El 1843 va reclamar danys i perjudicis del bombardeig de desembre de 1842, presentant els comptes detallats de les reparacions, que pujaven a un total de 1308 rals i 29 maravedís. El vidrier Manuel Garcia va fer la minuta per separat en dues parts de la fàbrica, una ocupada per Jacint Batlló i l'altra per Josep Castells.

### Batlló Germans
El fabricant de teixits Jacint Batlló i Barrera, que hi era instal·lat des del 1836, es va integrar a la raó social Batlló Germans, que el 1844 hi va fer instal·lar una màquina de vapor de 20 CV, segons el projecte de l'arquitecte Francesc Daniel Molina. Amb la introducció de la filatura el 1850, la fàbrica va ser reformada amb la remunta d'un quart pis, segons el projecte del mestre d'obres Narcís Nuet. En aquesta època, la indústria de teixits comptava amb 26 telers senzills, 16 compostos, 64 mecànics i 146 operaris, i la de filats amb 3.960 fusos de mule-jennies, 500 de selfactines i 92 operaris. El 1863 s'anunciava així: «Barbará, 16, Fábrica de tejidos é hilados de algodon y blanqueo. Muselinas. Guineas fuertes. Madapolanes. Mariposas. Hamburgos. Cálices. Trafalgares blancos. Mosquiteros pequeños, medianos y grandes, de colores. Sres. Batlló hermanos.»
A la mort de Jacint i Domènec Batlló el 1866, els seus germans Joan i Feliu van endegar el 1868 la construcció d'un gran complex industrial al terme municipal de les Corts sota la raó social Batlló i Batlló, on van traslladar la producció de filats i teixits, deixant el blanqueig a les instal·lacions del Raval. El 1872 es va presentar un projecte per a instal·lar-hi unes noves calderes de blanqueig a la sosa, obra del mestre d'obres Pere Bruguera i que foren trobades el 2013 durant una intervenció arqueològica a l'actual núm. 16 ter.

### Demolició i reedificació
Finalment, entre 1884 i 1886, l'advocat Manuel Llopis i Ameller va fer enderrocar els vells edificis per a construir-hi tres nous blocs d'habitatges (núms. 14, 16 i 16 bis), establint la seva residència al núm. 14 1er.